# Servières
Servières är en kommun i departementet Lozère i regionen Occitanien i södra Frankrike. Kommunen ligger i kantonen Saint-Amans som tillhör arrondissementet Mende. År 2018 hade Servières 167 invånare.

## Befolkningsutveckling
Antalet invånare i kommunen Servières
| Referens: INSEE |